# (50240) Cortina
Pour les articles homonymes, voir Cortina (homonymie).
(50240) Cortina est un astéroïde de la ceinture principale.

## Description
(50240) Cortina est un astéroïde de la ceinture principale. Il fut découvert le 28 janvier 2000 à Cortina d'Ampezzo par Alessandro Dimai. Il présente une orbite caractérisée par un demi-grand axe de 2,54 UA, une excentricité de 0,14 et une inclinaison de 12,7° par rapport à l'écliptique.

## Compléments